# An African Election
Pour plus de détails, voir Fiche technique et Distribution.
An African Election est un film documentaire ghanéen réalisé par Jarreth et Kevin Merz en 2011. Le film est consacré à l'élection présidentielle ghanéenne de 2008 et comporte des interviews des deux principaux candidats, Nana Akufo-Addo et John Atta Mills, ainsi que de l'ancien président du Ghana, Jerry Rawlings. 

## Fiche technique
- Réalisation : Jarreth J. Merz et Kevin Merz
- Production : Urban Republic
- Scénario : Shari Yantra Marcacci et Erika Tasini
- Image : Topher Osborn
- Musique : Patrick Kirst

## Récompenses et nominations
- Africa Movie Academy Award du meilleur film documentaire 2012.